# سونو (إيطاليا)
سونو (بالإيطالية: Suno)‏ هي بلدية في مقاطعة نوفارا في منطقة بيدمونت الإيطالية، وتقع على بعد حوالي 90 كيلومتر (56 ميل) شمال شرق تورينو وحوالي 20 كيلومتر (12 ميل) شمال غرب نوفارا.
تقع سونو على حدود البلديات التالية: اكريت كونتوربيا وبوجوجنو و كافجيلتو وكريسا وفونتانيتو دي اقوقنا و ميزوميريك.

## تاريخ
كانت سونو مستوطنة رومانية. كانت تسمى أيضًا اكسينو أو اكسينوم وأراضيها سمحت للسكان بالإستفادة من مواردها. وقد اشتملت على قرى صغيرة مختلفة تمت فيها الاكتشافات. بعد سقوط الإمبراطورية الرومانية، احتل اللومبارديون سونو، ووجدوا مدينة شبه مدمرة ومهجورة. حوالي 900 قبل الميلاد تم تمثيل ثروة سونو من خلال العديد من الآثار والكنائس، والتي لا يزال بعضها مرئيًا حتى اليوم. وباء الطاعون 1521-1630، أظهر مشاكل اقتصادية في البلاد وظلت غير متطورة صناعيا. وهذا قاد اقتصادها إلى أن يعتمد بشكل أساسي على الزراعة والثروة الحيوانية. تُعرف سونو باسم "مدينة النبيذ" وهي متخصصة في تربية الماشية. 

## الآثار والعمارة
- قلعة سونو. [5]
- كنيسة أبرشية سان جينيسيو. [6]
- نصب تذكاري للحرب. [7]

## روابط خارجية
- الموقع الرسمي